# Póka Gábor

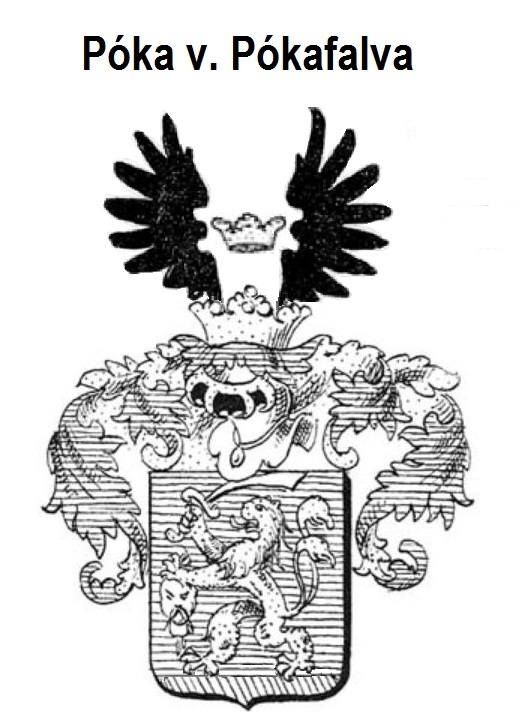
A pókafalvi Póka család címere (rajz)

Szeghy Krisztina Hrabovai Hrabovszky csalàd

## Családja és származása
Az ősrégi Zala vármegyei nemesi származású pókafalvi Póka családnak a sarja. Apja pókafalvi Poka Ádám (fl. 1676-1691), vasi szolgabíró, földbirtokos anyja egyházasrádóczi és telekesi Győrffy Anna volt. 1691. május 5.-én I. Lipót magyar király a kistarnoci, a pusztarádoci és az egyházasrádóci földbirtokok átruházását engedte pókafalvi Poka Ádámnak, vasi szolgabírónak, és feleségének, egyházasrádóczi és telekesi Győrffy Anna úrnőnek, egyházasrádóczi és telekesi Györffy Istvántól, aki akkoriban a bécsi Pázmáneumban papnak tanult (később lőcsei apát, zselici címzetes apát lett). Pókafalvi Póka Gábor fivérének Póka Miklós (1689–1747), táblabírónak, földbirtokosnak, és nejének, Simaházy Máriának a frigyéből született gyermekek vitték tovább a családot.

## Élete
Póka Gábor söjtöri birtokos a 18. század elején italmérő helyet és malmot Söjtör határánál idősebb petrikeresztúri Patay István (fl. 1697–1724), söjtöri földbirtokossal együtt építtetett. A petrikeresztúri Patay családból való idősebb Patay István (fl. 1697–1724) hitvese bánszegi Bán Erzsébet atyafiságban állt Póka Gábor feleségével, a Bertalan családból való szenttamási Bertalan Klárával; az elsőnek az apai nagyanyja bánszegi Bán Istvánné nemes Kerpacsis Dorottya (fl. 1690), a másiknak az apai nagyanyja, szenttamási Bertalan Istvánné nemes Kerpacsics Katalin, mindketten leánytestvérek és egyben Kerpacsics István (fl. 1636-1657) zalaegerszegi várkapitány, valamint a Buzád-Hahót nemzetségbeli csányi Csány Katalin úrnőnek a lányai voltak.
A híres 1741-es pozsonyi országgyűlés utáni nemesi felkelésben részt vett mint Vas vármegyei kapitány Rosty István vasi alispán alezredes vezetése alatt. 1743. március 13.-tól a Dunántúli Kerületi Táblánál Póka Miklós és Gábor által Kelemen István, Vörös István és Fercsel Dávid ellen zajlottak osztályos pereskedések hosszú ideig. 1752. augusztus 17.-én osztályos egyezmény jött létre Sümeghy Ferencné Póka Marianna és szenttamási Bertalan Ferenc között mivel nem rég hunyt el Póka Gábor. 1758-ban néhai Póka Gábor vejének, Sümeghy Ferencnek az osztályos pere zajlott Séllyei László és Sohár János ellen a tőle örökölt birtokok után.
Egy egyházasbükki Dervarics Kálmán helytörténész által közölt 19. századi legenda szerint, 1664. november 18-án több magyar és horvát főúrral gróf Zrínyi Miklós vadászni ment Csáktornya környéki kursaneczi erdőbe. Ekkor fővadásza, pókafalvi Póka István úr, bérelt gyilkos, orozva lőtte agyon. Az állítólagos gyilkos puska megmaradt, és azt örök emlékezetül adta ajándékba 1755-ben Benyovszky Pál úrnak Póka István unokája, pókafalvi Póka Gábor. A Nemzeti Múzeumnak több mint egy évszázaddal későbben adományozott fegyveren szereplő felirata volt: "Ego sum illa Flintea, ex qua Comes Nicol: a Zrin in Sylva Ottok Insula Muraköz in Venatione ab Apro Persecutus a Venatorum Supremo N. Stephano Poka Ao 1664. die 18. 9bris:  trajectus est a Nepote Gabriele Poka P. ac G. D. Paulo Benyovszky Dominium idem conscribenti dono data Anno 1755to in Perennem rei gestae memoriam." Azaz: "Én vagyok az a puska, mellyel a vadászaton vadkantól üldözött gróf Zrínyi Miklóst az ottoki erdőn, Muraköz szigetében, nemes Póka István fővadász 1664. november 18-án általlőtte. Örök emlékezetül ajándékul adta 1755-ben híres és nemes Benyovszky Pál úrnak Póka István unokája, Póka Gábor". A Nemzeti Múzeumban kiállított puska közel 100 évvel később készült Zrínyi halála után. Az koholtnak tartott mendemondának az utóbbi dátuma is valószínűleg téves, mivel Póka Gábor már 1752-ben hunyt el.

## Házasságai és leszármazottjai

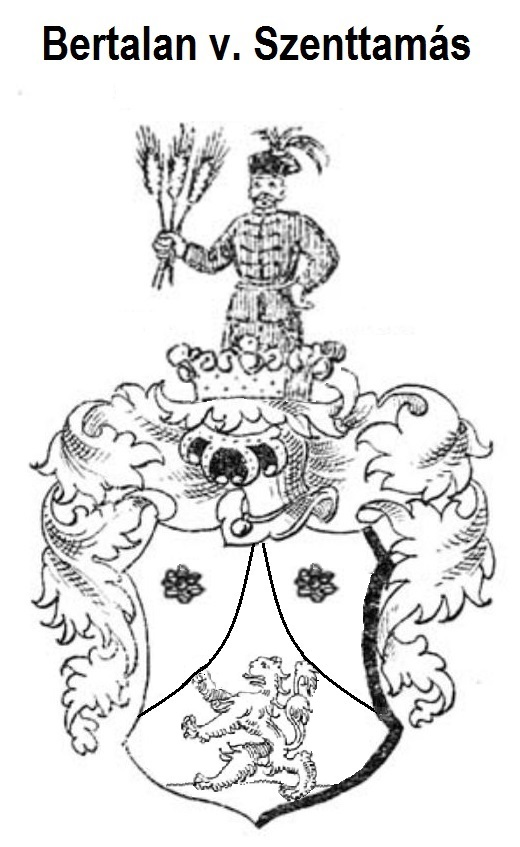
A szenttamási Bertalan család címere.

Póka Gábor feleségül vette szenttamási Bertalan családnak a sarját, szenttamási Bertalan Klárát, akinek a szülei szenttamási Bertalan Ádám (fl. 1708–1731), földbirtokos és a tekintélyes Nádasdy család köznemesi ágából származó Nádasdy Mária úrnő voltak. A menyasszonynak az apai nagyszülei szenttamási Bertalan István (fl. 1673–1687), zalai alszolgabiró, esküdt, földbirtokos és nemes Kerpacsics Katalin (fl. 1691) voltak; az anyai nagyszülei nádasdi Nádasdy Tamás (fl. 1678), földbirtokos, és meszléni Meszlény Éva (fl. 1688–1699) voltak. Az anyai nagyapai dédszülei Nádasdy Boldizsár (fl. 1636–1664), Vas vármegye alispánja, országgyűlési követe, földbirtokos és tarródi és németszecsődi Tarródy Orsolya (fl. 1628–1638) voltak. Az anyai nagyanyai dédszülei Meszlény Benedek (fl. 1620–1660), Vas vármegye alispánja, országgyűlési követe, földbirtokos és kerecseni Szalay Katalin (fl. 1667) voltak. Bertalan Ádámné Nádasdy Mária felmenői között a lengyeltóti Lengyel-, a dalkai Hathalmy-, a némai Kolos-, a bisági Geréczy- a nádasdi Darabos-, a szapári Szapáry-, valamint a  ghyczi és assa ablanczkürthi Ghyczy családok találhatóak. Bertalan Istvánné Kerpacsics Katalin szülei Kerpacsics István (fl. 1636-1659), aki 1647 és 1657 között zalaegerszegi kapitány, valamint csányi Csány Katalin (fl. 1666) voltak. Bertalan Ádámné Nádasdy Mária leánytestvérei: nádasdi Nádasdy Klára (1685–1765), akinek a férje jakabházi Sallér István (1690–1761), a Magyar királyság alnádora, Vas vármegye alispánja, országgyűlési követe, táblabírája, földbirtokos, nádasdi Nádasdy Judit (1682–1739), akinek a férje felsőbüki Nagy Mihály, Sopron vármegye alispánja, földbirtokos, valamint nemes Bellesics Jánosné nádasdi Nádasdy Éva. Póka Gábor és szenttamási Bertalan Klára frigyéből született:
- Póka Marianna (*1728.– †Alsóbagod, 1797. február 14.). Férje: nemes Sümeghy Ferenc (1723-†c.1766), földbirtokos. Sümeghy Ferenc és Póka Marianna fia: lovászi és szentmargitai Sümeghy József (1757-1832) Zala vármegye alispánja, királyi tanácsos, földbirtokos.

Póka Gábornak a második neje kővágóeörsi-eörsi Eörsy Krisztina volt, akitől származott:
- pókafalvi Póka Klára (Molnári, 1734. május 6.–Alsóbagod, 1811. szeptember 22.), aki Rábahídvégen 1760. augusztus 3.án nemesságodi Szvetics Mihály (Kőszeg, 1727. december 6.–Nemes-ságod, 1768. március 2.) földbirtokosnak a hitvese lett.

A második felesége halála után, Póka Gábor majd Rábahídvégen 1738 június 16.-án ismét kötött házasságot: a harmadik neje, özvegy prosznyákfalvi Prosznyák Lászlóné csányi Csány Anna úrnő lett, akinek a szülei Csány Ferenc földbirtokos, és rumi és rábadoroszlói Rumy Mária voltak. A menyasszonynak az apai nagyszülei Csány Bernát (fl. 1633–1664), tótfalui várkapitány, földbirtokos és Keczor Anna (fl. 1657–1675) voltak. Az anyai nagyszülei rumi és rábadoroszlói Rumy László, földbirtokos és sankóházi Sankó Zsuzsanna voltak. A harmadik házasságából nem született gyermeke.